# Săliște, Cluj

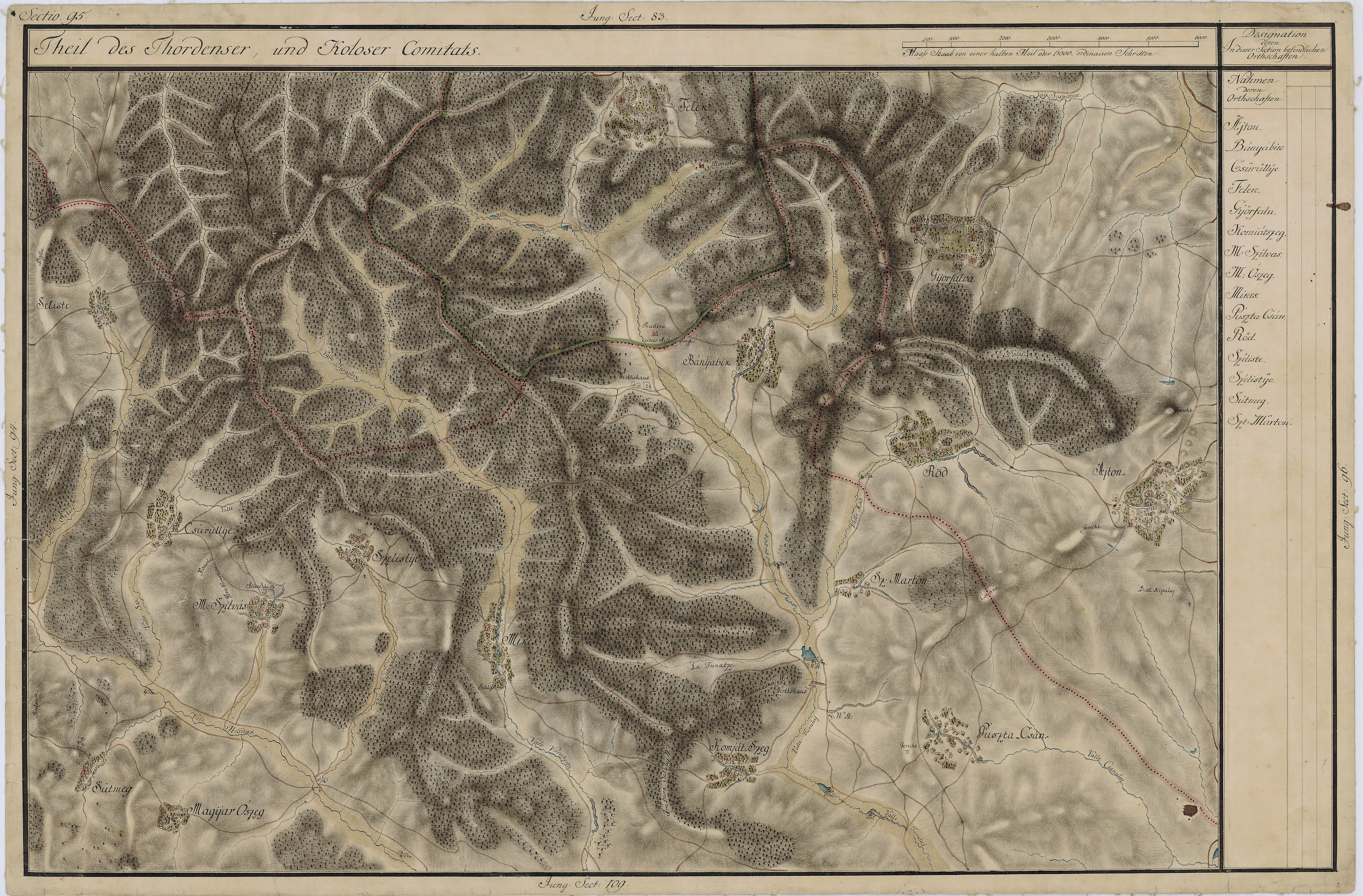
Sălişte pe Harta Iosefină a Transilvaniei, 1769-1773 (Sectio 095)

Săliște (în maghiară Tordaszelestye) este un sat în comuna Ciurila din județul Cluj, Transilvania, România.

## Date geografice
Altitudinea medie: 515 m.

## Istoric
Pe Harta Iosefină a Transilvaniei din 1769-1773 (Sectio 095), localitatea apare sub numele de „Szelistye”. La nord de sat pe hartă este marcat prin semnul π locul de pedepsire publică a delicvenților în perioada medievală.

## Personalități
- Ioan I. Russu (1911-1985), profesor universitar, arheolog român și membru al Institutului de Istorie din Cluj, s-a născut la Săliște.

## Galerie de imagini

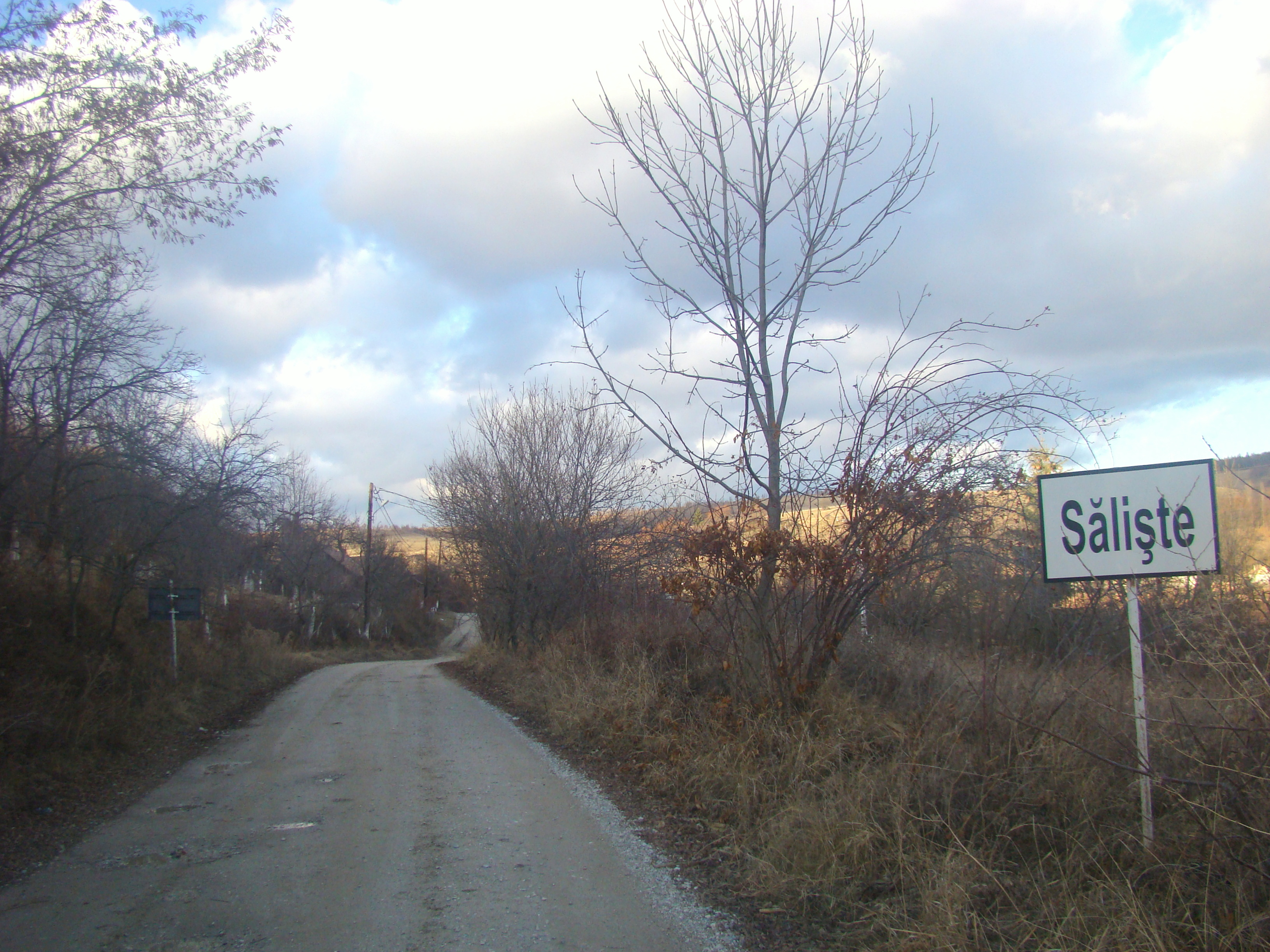
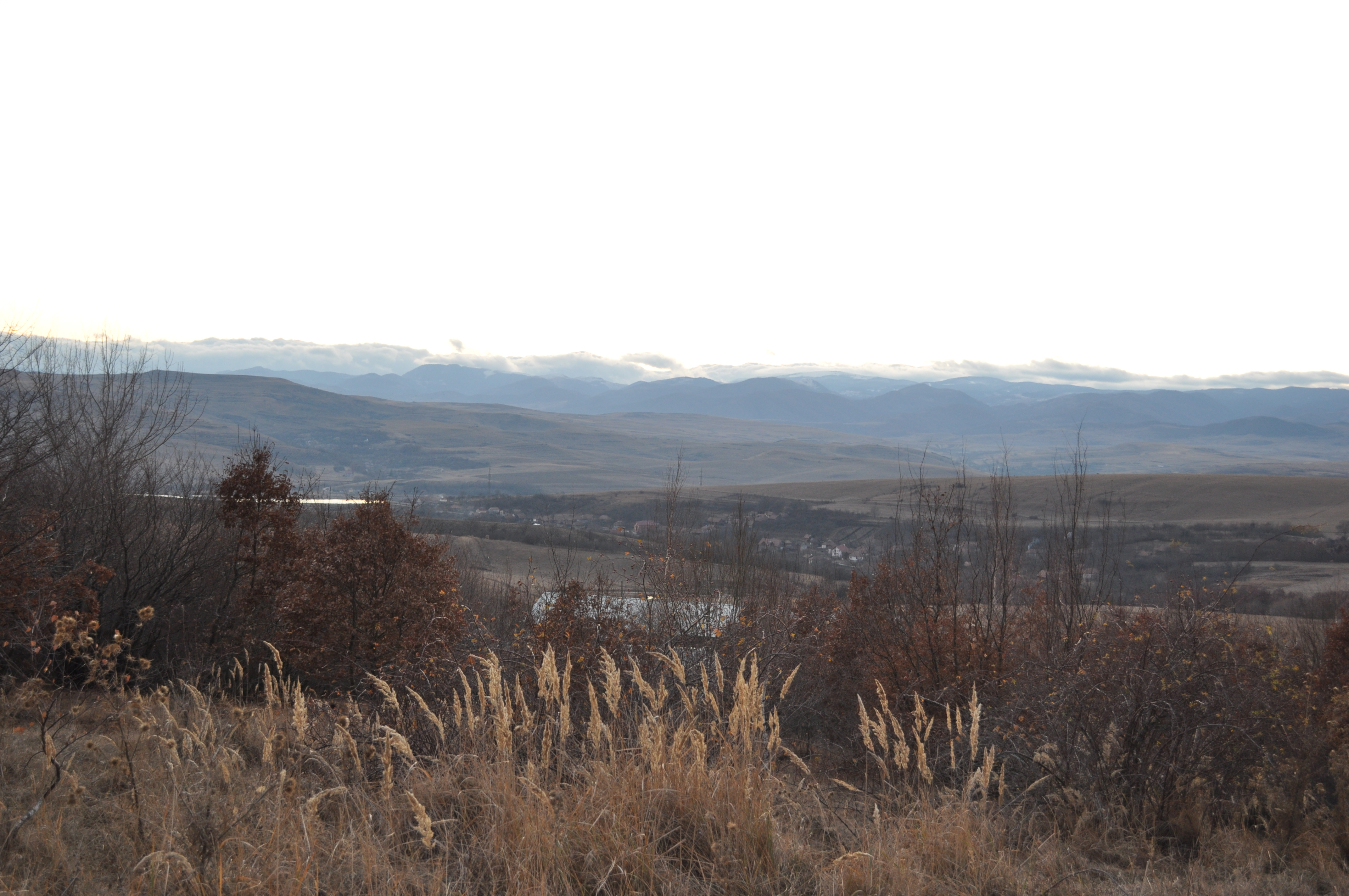
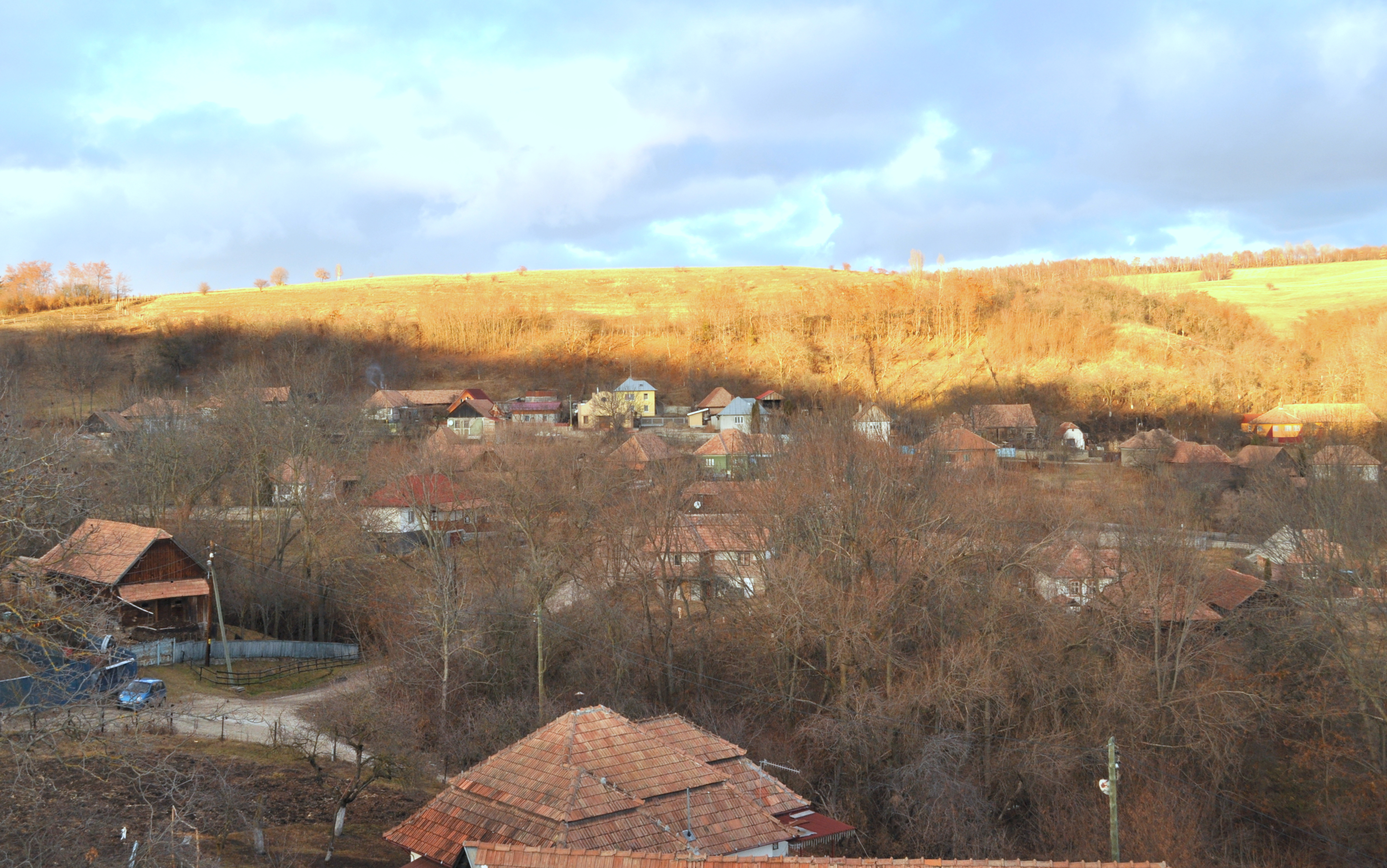
Panoramă din turnul bisericii de lemn
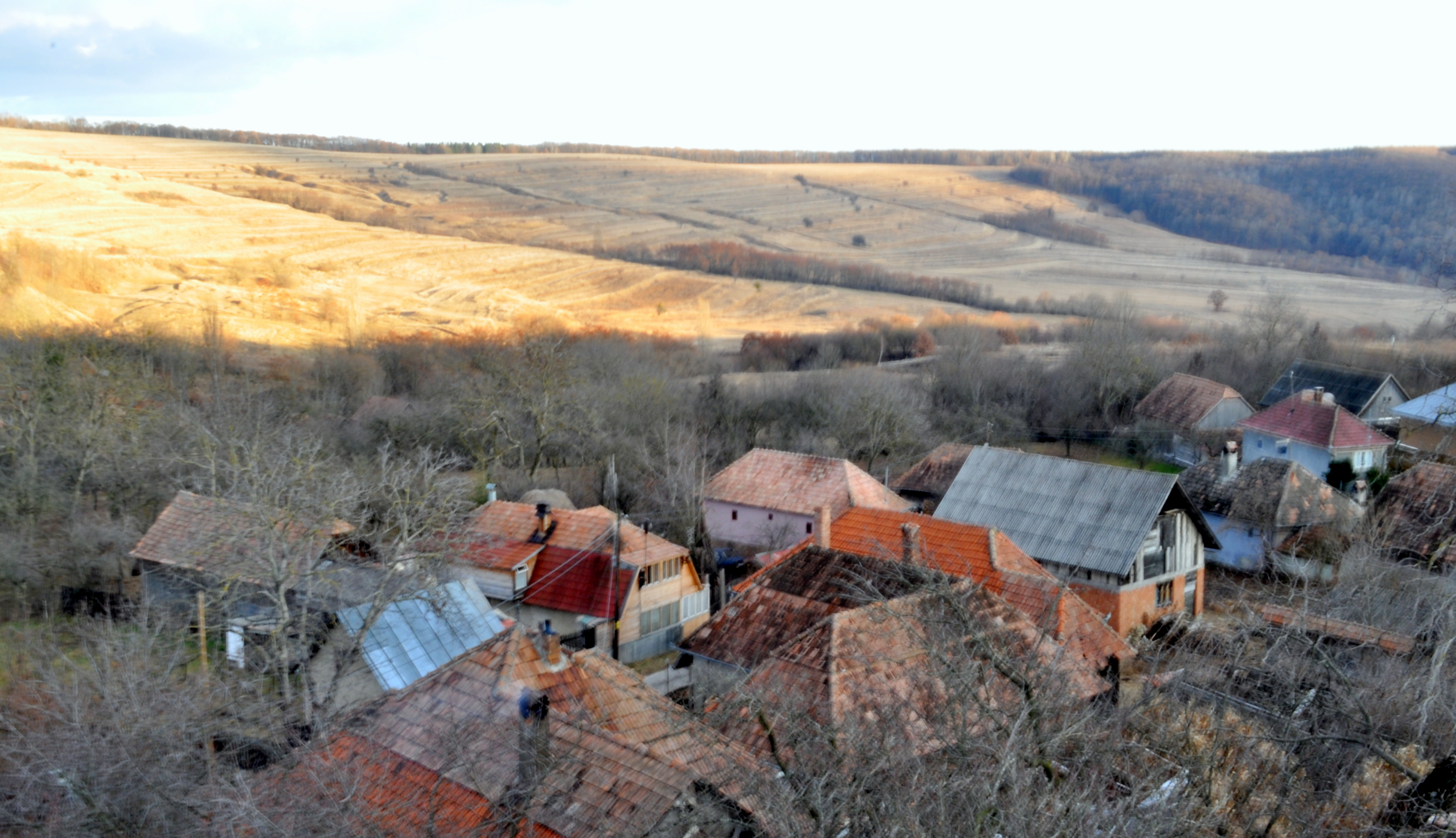
Panoramă din turnul bisericii de lemn